# Dušan Nikolić
Dušan Nikolić, cirill betűkkel Душан Николић (Belgrád, 1953. január 23. – Belgrád, 2018. december 15.) jugoszláv válogatott szerb labdarúgó, középpályás.

## Pályafutása

### Klubcsapatban
1970 és 1980 között a Crvena zvezda labdarúgója volt. 1980–81-ben az angol Bolton Wanderers együttesében játszott. 1982-ben hazatért. Először a Crvena Zvezda, majd a Teteksz játékosa volt. 1982–83-ban az OFK Beograd csapatában fejezte be az aktív játékot.

### A válogatottban
1976–77-ben négy alkalommal szerepelt a jugoszláv válogatottban és egy gólt szerzett.

## Sikerei, díjai
Crvena zvezda
- Jugoszláv bajnokság
  - bajnok (3): 1972–73, 1976–77, 1981–82
- Jugoszláv kupa
  - győztes (2): 1971, 1982
- Kupagyőztesek Európa-kupája (KEK)
  - elődöntős: 1974–75